# Десять долларов с изображением Свободы в тюрбане
10 долларов США с изображением Свободы в тюрбане (англ. Turban Head Eagle) — золотые монеты США номиналом в 10 долларов, которые чеканились с 1795 по 1804 годы. За всё время было отчеканено немногим более 132 тысяч экземпляров. Несмотря на незначительный тираж монета имеет много разновидностей.

## История

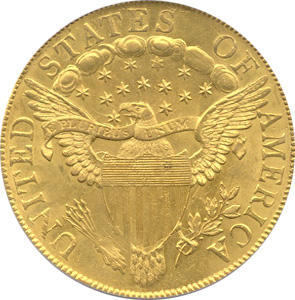
Второй тип реверса монеты (с 1797 года)

Выпуск золотой монеты номиналом в 10 долларов был прописан в монетном акте 1792 года. Однако первая монета была отчеканена лишь несколькими годами позже в 1795 году. Гравёр Роберт Скот использовал в качестве модели для изображения Свободы на аверсе портрет Анны Виллинг Бинхем, считавшейся одной из самых красивых женщин США, кисти знаменитого художника Гилберта Стюарта. При этом в отличие от серебряных монет на золотых Свобода была в модном на тот момент в США фасоне женской шляпки, похожей на тюрбан. Отсюда монета и получила своё название англ. Turban Head Eagle.
Изображение Свободы на аверсе обрамлено по бокам звёздами, сверху располагается надпись «LIBERTY», а снизу год выпуска.
На реверсе монеты находится белоголовый орлан — геральдический символ США. Существует два основных типа реверса. Первый представлял собой изображение белоголового орлана с расправленными крыльями, держащего в клюве венок. С 1797 года изображение было изменено в соответствии с изображением орлана на Большой печати США.
При включении в состав США новых штатов на изображение монеты (как на аверс, так и на реверс) вначале добавлялись звёзды, затем их количество было уменьшено до 13 (число первых штатов, обретших независимость и образовавших объединённое государство).
Все монеты этого типа чеканились на монетном дворе Филадельфии, Пенсильвания.
Согласно монетному акту 1792 года соотношение цены золота и серебра составляло 1 к 15. Однако в связи с происходящими в Европе событиями[какими?] цена золота относительно серебра возросла. В результате большинство золотых монет данного типа было переплавлено со спекулятивными целями. В 1804 году президент Томас Джефферсон распорядился прекратить чеканку монет номиналом в 10 долларов. Вновь их чеканка была возобновлена лишь более чем через 30 лет в 1838 году.

## Тираж
Все монеты данного типа чеканились на монетном дворе Филадельфии.
| Год                                            | Тираж           |
| ---------------------------------------------- | --------------- |
| 1795                                           | 5 583           |
| 1796                                           | 4 146           |
| 1797 (первый тип реверса) (второй тип реверса) | 3 615 10 940    |
| 1798                                           | 1 742           |
| 1799                                           | 37 449          |
| 1800                                           | 5 999           |
| 1801                                           | 44 344          |
| 1803                                           | 15 017          |
| 1804                                           | 3 757 (около 5) |

(в скобках обозначено количество монет качества пруф)
Суммарный тираж монеты составляет более 132 тысяч экземпляров.